# Trichoberotha striatovenosa
Trichoberotha striatovenosa är en insektsart som beskrevs av U. Aspöck och H. Aspöck 1985. Trichoberotha striatovenosa ingår i släktet Trichoberotha och familjen Berothidae. Inga underarter finns listade i Catalogue of Life.